# Bylew
Bylew – wieś w Polsce położona w województwie wielkopolskim, w powiecie konińskim, w gminie Ślesin.
| SIMC    | Nazwa         | Rodzaj    |
| ------- | ------------- | --------- |
| 0296727 | Bylew-Parcele | część wsi |

W latach 1975–1998 miejscowość administracyjnie należała do województwa konińskiego.
Bylew leży 25 km od Konina, około 4 km od Lichenia. Można dojechać trasą przez Licheń-Helenów II